# 桐陽高等学校
桐陽高等学校（とうようこうとうがっこう）は、静岡県沼津市高島本町にある私立高等学校。男女共学。 学校法人沼津学園が運営している。

## 沿革
- 1982年12月 - 桐陽高等学校（普通科・食物科）設置認可
- 1983年3月 - 川口直介・初代校長就任
- 1983年3月 - 開校、体育館竣工
- 1988年4月 - 芹澤弘・学校長就任
- 1989年4月 - 特別進学コース設置
- 1990年4月 - 国際進学コース設置
- 1991年3月 - 桐陽高等学校野球場建設工事着工 沼津市足高字尾上238-1-3
- 1991年5月 - 新館竣工
- 1992年4月 - 西井敏・校長就任
- 1992年4月 - 留学進学コース設置
- 1992年8月 - 第74回全国高等学校野球選手権大会出場
- 1993年3月 - 米国Moses Brown Schoolと姉妹提携調印
- 1995年4月 - 杉山憲夫・理事長就任
- 1995年4月 - 早川鉦二郎・校長就任
- 1997年3月 - 食物科廃止
- 1999年11月 - 新校舎竣工
- 2000年4月 - 加藤優・校長就任
- 2005年8月 - 第14回全日本高等学校女子サッカー選手権大会第3位
- 2007年4月 - 中西哲雄・校長就任
- 2010年4月 - 齋藤常勝・校長就任
- 2011年4月 - 坂根英夫・校長就任
- 2011年4月 - 教養コースを普通コースに名称変更
- 2013年4月 - 英数進学コース設置
- 2013年4月 - 新校歌　採用

## 概要
- 校訓 - 『工夫しつゝ、悦び生活する』
- 校章 - 「桐の葉」。

【三花】…三花は知・徳・体の調和のとれた発達を目指し、花を結ぶ心臓形は人の心を表現する。
【三葉】…三葉は天・地・人をあらわし、21世紀に向け国際人として前進する若者のシンボルと考え、それらの若者に夢を託しこれを定める。
- 毎年6月上旬に行われる学園祭は「桐陽祭」と呼ばれている。

## 特色
国際交流が大きな特色で、卒業までに生徒全員が本校独自の海外研修または留学プログラムに参加する。これらの体験を通して、語学力の向上だけでなく、精神的にも成長を遂げられ、学習に対するモチベーションも引き上げることができる。また、外国からの生徒たちの受け入れも積極的に行っており、毎年、アメリカ・カナダ・オーストラリア・ニュージーランド・韓国・中国・マレーシア・タイ等の国々から多くの生徒が本校を訪問、生徒宅にホームステイしながら交流を楽しんでいる。
- 留学進学コース：1年間留学（アメリカ・カナダ）
- 国際進学コース：3ヵ月語学研修（オーストラリア）
- 特別進学コース：1週間の異文化体験研修（アメリカ・シアトル）
- 教養コース：4泊5日の異文化体験研修（アメリカ・ハワイ）
  - 留学進学コース以外のコースでも、1年間の個人留学を認めている。本校では留学中の単位を認めているため、帰国後は留年することなく3年生に進級できる。

## 教育方針
1. 生徒個々の能力を把握し、一人ひとりの力を確実に伸ばす
2. 凡事徹底により人間としての基本姿勢を身につける
3. 実体験を積むことによって、本物の思考力・行動力を養う

## 運営法人
- 学校法人沼津学園
- 歴代理事長

是村恵三
杉山憲夫
杉山盛雄［現在］

## 学科
全日制普通科で以下のコースが設置されている。
普通科
- 留学進学コース
- 国際進学コース
- 特別進学コース
- 普通コース（２3年度までは教養コース）
- 英数進学コース（２５年度から新設）

開校当初 - 1997年までは食物科も設置されていたが現在は廃止されている。ここ最近では国際交流に力を入れており、すべての生徒が海外研修を経験、教養コースを除く全てのコースでホームステイに参加することになっている。

## 部活動
【運動部】
- 野球部
- ソフトボール部
- 男子サッカー部
- 女子サッカー部
- 男子バスケット部
- 女子バスケット部
- 男子バレー部
- 女子バレー部
- 男子テニス部
- 女子テニス部
- 合気道部
- 卓球部
- チアリーダー部
- 応援部
- ラグビー部
- 水泳部※廃部

【文化部】
- 吹奏楽部
- ダンス部
- 演劇部
- 軽音楽部
- コンピューター部
- eスポーツ部
- 英語部
- 茶道部
- 書道部
- 科学部
- 放道部

### 大会実績

#### 野球部
- 1992年8月、創部4年目にして、第74回夏の全国高等学校野球選手権大会出場。

#### 女子サッカー
- 2005年8月、第14回全日本高等学校女子サッカー選手権大会第3位。
- 2006年1月、第9回全日本女子ユースサッカー選手権大会ベスト8。

#### チアリーダー
- 2016年3月、USA School&College Nationals 2016 高校編成 Song/Pom-Small部門 第4位。
- 11年連続全国大会出場

## 制服
渡辺麻友（AKB48）が2012年11月21日に発売した3rdシングル『ヒカルものたち』の特典DVDには、全国47都道府県の女子制服を着たミュージックビデオが収録されており、静岡県代表には本校の制服が選ばれた。この際、渡辺は本校の制服を指して、「ベストとスカートのおそろいのチェックがかわいい」と評価している。なお、この選出に伴い、渡辺が同校の制服を着たポスターが、学校の掲示板に一時掲載されていた。

## 著名な卒業生
- 小熊美香 - 元日本テレビアナウンサー
- 森川夕貴 - テレビ朝日アナウンサー
- 久富良輔 - プロサッカー選手（藤枝MYFC）
- 吉本光志 - キックボクサー、総合格闘家。team B.p.LEGEND所属 初代RISE 65kg級王者
- 大貫晋一 - プロ野球選手（横浜DeNAベイスターズ）
- 薮崎友宏 ‐ 南青山Essenceオーナーシェフ、ソムリエ、クッキングスクール講師

## 施設
- 東館
- 新館
- 別館
- 体育館